# Leucispa
Leucispa là một chi bọ cánh cứng trong họ Chrysomelidae.
Chi này được miêu tả khoa học năm 1875 bởi Chapuis.

## Các loài
Chi này gồm các loài:
- Leucispa odewahnii (Baly, 1869)